# Guanling, Fujian
Guanling (kinesiska: 贯岭) är en köping i sydöstra Kina. Den ligger i Fuding i staden Ningde i provinsen Fujian, omkring 170 kilometer nordost om provinshuvudstaden Fuzhou. Antalet invånare är 13982. Befolkningen består av 6 430 kvinnor och 7 552 män. Barn under 15 år utgör 12,0 %, vuxna 15-64 år 73 %, och äldre över 65 år 13,0 %.